# Extreme Ghostbusters (animatieserie)
Extreme Ghostbusters is een Amerikaanse animatieserie, en een vervolg op de serie The Real Ghostbusters. De serie is onderdeel van het Ghostbusters-franchise.
De serie sloeg niet echt aan en liep slechts 1 seizoen van 40 afleveringen. In Vlaanderen werd de reeks uitgezonden op Ketnet van 5 maart 2000 tot en met 3 december 2000.

## Verhaal
De serie speelt zich jaren na het einde van The Real Ghostbusters af. Door gebrek aan paranormale schurken zijn de Ghostbusters gestopt met hun werk. Elk van de leden is zijn eigen weg gegaan, behalve dr. Egon Spengler, die nog altijd in de brandweerkazerne woont om de opslagunit waar het team de spoken in opgesloten heeft in de gaten te houden. Tevens geeft hij les in het bovennatuurlijke aan een lokale universiteit. Wanneer er plotseling toch weer spoken opduiken, rekruteert Egon zijn enige vier studenten als de nieuwe Ghostbusters. De studenten zijn Kylie Griffin, Eduardo Riverea, Garrett Miller en Roland Jackson. Onder begeleiding van Egon en het spook Slimer (ook een oude bekende uit de vorige serie) trekken de vier ten strijde tegen de spoken.
Gedurende de serie moeten de vier leren samenwerken en proberen niet in de problemen te komen met de autoriteiten, die niet geloven dat de vier werkelijk op spoken jagen.

## Opzet
De serie is opgezet als een bovennatuurlijke komedie. Ook heeft de serie een modernisatie ondergaan ten opzichte van de vorige serie. Zo is de intro van de show een rock/funk-versie van Ray Parker Jr.'s lied Ghostbusters.
De serie was een van de weinige series die een vervolg vormde op een populaire serie uit de jaren 80, en ook qua verhaal zich ongeveer 10 jaar later afpeelde.
De oude Ghostbusters uit de originele serie hebben allemaal een gastrol in de dubbele aflevering "Back in the Saddle". De stemacteurs van “The Real Ghostbusters” deden in deze aflevering weer de stemmen van hun personages uit de vorige serie.

## Personages en cast
Egon Spengler (stem door Maurice LaMarche)
De enige van de originele Ghostbusters die een vaste rol heeft in deze serie. Hij is de mentor van het nieuwe team. Hij voorziet het team meestal van informatie vanuit hun hoofdkwartier.
Janine Melnitz (stem door Pat Musick)
De receptioniste van het originele team. Net als Egon helpt ze het nieuwe team bij hun werk.
Eduardo Rivera (stem door Rino Romano)
Een nogal lui, sarcastisch en niet bijster slim personage. Eduardo is desondanks een goed lid van het team. Hij vertoont sterke overeenkomsten met de originele Ghostbuster Peter Venkman. Hij heeft een haat-liefdeverhouding met Kylie, wat lange tijd een rode draad vormde in de serie.
Roland Jackson (stem door Alfonso Ribeiro)
De monteur van het team. Roland heeft een natuurlijke aanleg voor machines. Zo hielp hij Egon de originele Proton Packs te herstellen en te verbeteren. Hij benadert het paranormale vanuit een praktisch oogpunt.
Garrett Miller (stem door Jason Marsden)
Ondanks dat hij in een rolstoel zit, is Garrett toch een sterke Ghostbuster. Hij is het meest gedreven en meest enthousiaste lid van de groep. Hij beweert geregeld enkel mee te doen voor de kick. Hij heeft echter wel last van claustrofobie.
Kylie Griffin (stem door Tara Strong)
Het enige lid van het nieuwe team dat over de nodige paranormale kennis beschikt. Kylie bewondert Egon. Haar kalme persoonlijkheid staat vaak in contrast met die van Eduardo. Zij bedenkt vaak de valstrikken waarmee de spoken gevangen worden.
Slimer (stem door Billy West)
Slimer is een spook, en eveneens een van de leden van het originele Ghostbustersteam. Hij dient als vrolijke noot van de serie.